# Melocosa fumosa
Melocosa fumosa là một loài nhện trong họ Lycosidae.
Loài này thuộc chi Melocosa. Melocosa fumosa được James Henry Emerton miêu tả năm 1894.